# アサカオー
アサカオーとは日本の競走馬である。
1968年に行われた第29回菊花賞の優勝馬で、同年の啓衆社賞年度代表馬である。
主戦騎手は、当時関東ナンバーワン騎手だった加賀武見。
父は三冠馬シンザンを出した大種牡馬ヒンドスタンで、近親にはエプソムダービー優勝馬ピンザがいるという血統背景から、「良血」あるいは「貴公子」などと称された。
※馬齢は、当時の旧表記(数え年)で統一する。

## 戦績
1967年10月に中山競馬場でデビューした。
初戦こそ2着だったが、以後2連勝で朝日杯3歳ステークスに出走した。終生のライバルとなるタケシバオーとの初対戦だったが、勝ったタケシバオーから1秒2離された3着という結果だった。
アサカオーが「良血」なのに対し、タケシバオーは、父系及び母系に活躍馬がいなかったことから「野武士」と称されるなど対照的な個性を持っていたことも、これ以降のライバル関係を盛り上げる要因となったといわれる。
明け4歳初戦の京成杯は2着、続くオープン戦を2・1着として弥生賞に向かった。タケシバオー・マーチスという東西の3歳チャンピオンも出走し、後の3強がここで初めて揃っての出走となった。レースでは暴走気味のハイペースでとばすタケシバオーの後方に待機し、直線で抜け出し、初重賞制覇を挙げた。
続く日本短波賞もマーチスをハナ差抑えて勝ったが、スプリングステークスは2強の後塵を拝す3着として、皐月賞は3番人気で迎えた。レースでは後方待機から向こう正面で徐々に進出し、4コーナーでタケシバオーに取り付いた。直線は2頭の激しい叩き合いとなったが、大外から伸びたマーチスに屈し、3着に終わった。しかし、4着馬との差は5馬身ついており、3強の実力が抜きん出ていたことを物語っていた。
この後、出走を予定していたNHK杯を腹痛のため回避、東京優駿（日本ダービー）に向け不安を残す形となった。当日の人気は、マーチス・タケシバオーに続く3番人気だった。レースは中団からレースを進めたが、他の2強を牽制して動けず、その隙を突いて逃げ切ったタニノハローモアの3着という結果だった。
この後休養に入り、秋はセントライト記念から始動。復帰戦を勝利したが、続く京都杯は、またもタニノハローモアの2着となり、菊花賞に出走した。3強の一角タケシバオーはアメリカ遠征のため不在だったため、1番人気の皐月賞馬マーチスとの一騎討ちという前評判で、アサカオーは2番人気だった。レースでは後方待機策を採り直線でタニノハローモア・マーチスを並ぶ間もなく交わし、ダテホーライに1馬身4分の1差をつけ優勝した。
この年の有馬記念では菊花賞制覇の勢いもあり1番人気に推されたが、不良馬場で伸びを欠き、勝利したリユウズキから離れた6着に終わった。
この年の年度代表馬には、天皇賞(春)を18馬身の記録的大差、宝塚記念をレコードで勝ったヒカルタカイは選ばれず、皐月賞3着、東京優駿（日本ダービー）3着、菊花賞1着、有馬記念6着の本馬が選ばれた。（ただし、最優秀4歳牡馬はアサカオーではなく、前述の皐月賞馬マーチスが選出されている。）
5歳となり、初戦のアメリカジョッキークラブカップは、モンタサンをハナ差抑えて勝利したが、この後は60キロを超える斤量の影響で、京王杯スプリングハンデ・大阪杯をそれぞれ3着・2着として、天皇賞（春）に向かった。前年の東京優駿以来の3強対決となったが、タケシバオーから2馬身差の2着に敗れた。
この後、11ヶ月の長期休養を経て6歳時に復帰した。しかし、4戦して1勝も出来ないまま引退することとなった。

## 引退後
引退後は、日本中央競馬会に買い上げられ、青森県の扶桑牧場で1971年から種牡馬として供用される事となった。
1979年には、同県の山内牧場に移り、翌年腸捻転のため死亡した。
馬産の中心から外れた青森県が供用地だった事もあり種付け頭数も伸び悩み、生涯で残した産駒は僅かに46頭で、活躍馬を輩出する事は出来なかった。

## 年度別競走成績
- 1967年　(4戦2勝)
  - 3着　朝日杯3歳ステークス
- 1968年　(12戦5勝)
  - 1着　菊花賞、弥生賞、日本短波賞、セントライト記念
  - 3着　皐月賞、東京優駿
- 1969年　(4戦1勝)
  - 1着　アメリカジョッキークラブカップ
  - 2着　天皇賞(春)
- 1970年　(4戦0勝)

## 血統表
| アサカオーの血統（ボワルセル系／Gainsborough4×5=9.38%、Swynford5×5=6.25%） | アサカオーの血統（ボワルセル系／Gainsborough4×5=9.38%、Swynford5×5=6.25%） | アサカオーの血統（ボワルセル系／Gainsborough4×5=9.38%、Swynford5×5=6.25%） | （血統表の出典） | （血統表の出典） |
| 父 *ヒンドスタン Hindostan 1946 黒鹿毛                                     | 父の父Bois Roussel 1935 黒鹿毛                                             | Vatout                                                                     | Prince Chimay    | Prince Chimay    |
| 父 *ヒンドスタン Hindostan 1946 黒鹿毛                                     | 父の父Bois Roussel 1935 黒鹿毛                                             | Vatout                                                                     | Vasthi           |                  |
| 父 *ヒンドスタン Hindostan 1946 黒鹿毛                                     | 父の父Bois Roussel 1935 黒鹿毛                                             | Plucky Liege                                                               | Spearmint        | Spearmint        |
| 父 *ヒンドスタン Hindostan 1946 黒鹿毛                                     | 父の父Bois Roussel 1935 黒鹿毛                                             | Plucky Liege                                                               | Concertina       |                  |
| 父 *ヒンドスタン Hindostan 1946 黒鹿毛                                     | 父の母Sonibai 1939 鹿毛                                                    | Solario                                                                    | Gainsborough     | Gainsborough     |
| 父 *ヒンドスタン Hindostan 1946 黒鹿毛                                     | 父の母Sonibai 1939 鹿毛                                                    | Solario                                                                    | Sun Worship      |                  |
| 父 *ヒンドスタン Hindostan 1946 黒鹿毛                                     | 父の母Sonibai 1939 鹿毛                                                    | Udaipur                                                                    | Blandford        | Blandford        |
| 父 *ヒンドスタン Hindostan 1946 黒鹿毛                                     | 父の母Sonibai 1939 鹿毛                                                    | Udaipur                                                                    | Uganda           |                  |
| 母 ナミノオト 1958 鹿毛                                                    | 母の父Borealis 1941 栗毛                                                   | Brumeux                                                                    | Teddy            | Teddy            |
| 母 ナミノオト 1958 鹿毛                                                    | 母の父Borealis 1941 栗毛                                                   | Brumeux                                                                    | La Brume         |                  |
| 母 ナミノオト 1958 鹿毛                                                    | 母の父Borealis 1941 栗毛                                                   | Aurora                                                                     | Hyperion         | Hyperion         |
| 母 ナミノオト 1958 鹿毛                                                    | 母の父Borealis 1941 栗毛                                                   | Aurora                                                                     | Rose Red         |                  |
| 母 ナミノオト 1958 鹿毛                                                    | 母の母*ヴエルーラ Verula 1951 鹿毛                                         | Watling Street                                                             | Fairway          | Fairway          |
| 母 ナミノオト 1958 鹿毛                                                    | 母の母*ヴエルーラ Verula 1951 鹿毛                                         | Watling Street                                                             | Ranai            |                  |
| 母 ナミノオト 1958 鹿毛                                                    | 母の母*ヴエルーラ Verula 1951 鹿毛                                         | Valasqua                                                                   | Valerian         | Valerian         |
| 母 ナミノオト 1958 鹿毛                                                    | 母の母*ヴエルーラ Verula 1951 鹿毛                                         | Valasqua                                                                   | Pasqua F-No.3-i  |                  |

- 母の半妹パスポート（父パールダイヴァー）は、4歳（現表記3歳）時に毎日杯と朝日チャレンジカップに優勝。クラシックでは桜花賞と優駿牝馬ともに2着、菊花賞3着と勝利出来なかったが、最優秀4歳牝馬に選ばれた。古馬になってからも中京記念と阪急杯に勝利し、宝塚記念で2着するなど活躍した。
- 母の半姉ベストルーラー（父ライジングフレーム）は優駿牝馬2着馬。